# Котово (Минская область)
Котово (бел. Котава) — деревня в Березинском районе Минской области Беларуси. Входит в состав Березинского сельсовета.

## География
Деревня находится в восточной части Минской области, на правом берегу реки Уши, при автодороге Н-8004, на расстоянии приблизительно 19 километров (по прямой) к северо-западу от города Березино, административного центра района. Абсолютная высота — 161 метр над уровнем моря. Площадь населённого пункта — 0,2993 км².

## История
В 1897 году входила в состав Игуменского уезда Минской губернии, насчитывалось 19 дворов и 121 житель.
По состоянию на 1909 год, в Котове имелось 16 дворов и проживало 120 человек. В административном отношении деревня входила в состав Беличанской волости.
В 1930 году, в ходе проведения коллективизации, был образован колхоз «Колос».
До 11 марта 1971 года входила в состав Ляжинского сельсовета. До 28 мая 2013 года в составе Ушанского сельсовета.

## Население
По данным переписи 2019 года, в деревне проживало 147 человек.
| Год  | Население, человек |
| ---- | ------------------ |
| 1897 | 121                |
| 1909 | ↘ 120              |
| 1917 | ↗ 130              |
| 1926 | ↗ 172              |
| 1940 | ↗ 197              |
| 1960 | ↘ 125              |
| 2003 | ↗ 179              |
| 2008 | ↘ 170              |
| 2009 | ↘ 130              |
| 2019 | ↗ 147              |